# Garten der vielen Ansichten

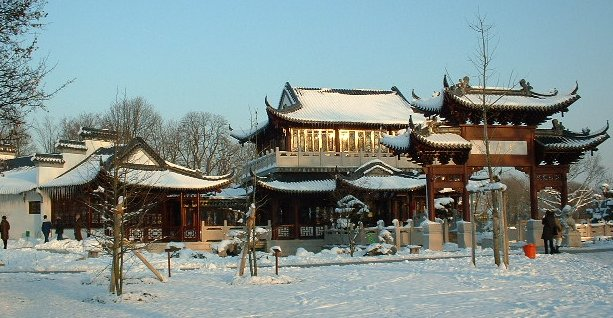
Garten der vielen Ansichten im Winter

Der Garten der vielen Ansichten (auch: Garten der schönen Aussichten, chinesisch 多景園 / 多景园, Pinyin Duōjǐngyuán) ist ein chinesischer Garten in Mannheim. Er beheimatet das größte chinesische Teehaus in Europa.
Er ist ein Teil des Luisenparks und befindet sich in dessen nordöstlicher Ecke oberhalb des Neckars. Er dient häufig als Veranstaltungsort für Asiatika-Ausstellungen, Konzerte, Vorträge und immer wieder auch für Tee-Zeremonien. Fast selbstverständlich ist er Treffpunkt für Veranstaltungen mit der Partnerstadt Zhenjiang.
Dem Gestaltungsprinzip des „Schließen und Öffnens“ folgend besteht der Garten aus dem sechs Meter hohen Ehrentor, einer Schauspielbühne, einer Grotte in einem künstlichen Berg. Sonne und herabrauschendes Wasser wollen beobachtet sein. Vor Geistern schützt die Zickzack-Brücke über den etwa 1000 m² großen Teich. Dazu gehören noch überdachte Korridore, Trittsteine und eine Bogenbrücke. Das Zentrum ist das zweigeschossige Teehaus mit 215,5 m² Grundfläche. Die pagodenförmigen Dächer sind mit schwarzen Ziegeln gedeckt.
Der Garten wurde in Zusammenarbeit mit Mannheims chinesischer Partnerstadt Zhenjiang (Provinz Jiangsu), der Klaus-Tschira-Stiftung in Heidelberg und dem Ostasieninstitut der Fachhochschule Ludwigshafen angelegt und am 12. September 2001 eröffnet. Beim Bau waren mehr als 30 chinesische Facharbeiter eingesetzt.
Die Errichtung des Gartens mit Teehaus wurde durch die von dem Diplom-Kaufmann Georg Schmuck überlassene Erbschaft in Höhe von 1,77 Millionen DM ermöglicht, die als Grundstock für die Finanzierung des Vorhabens diente.

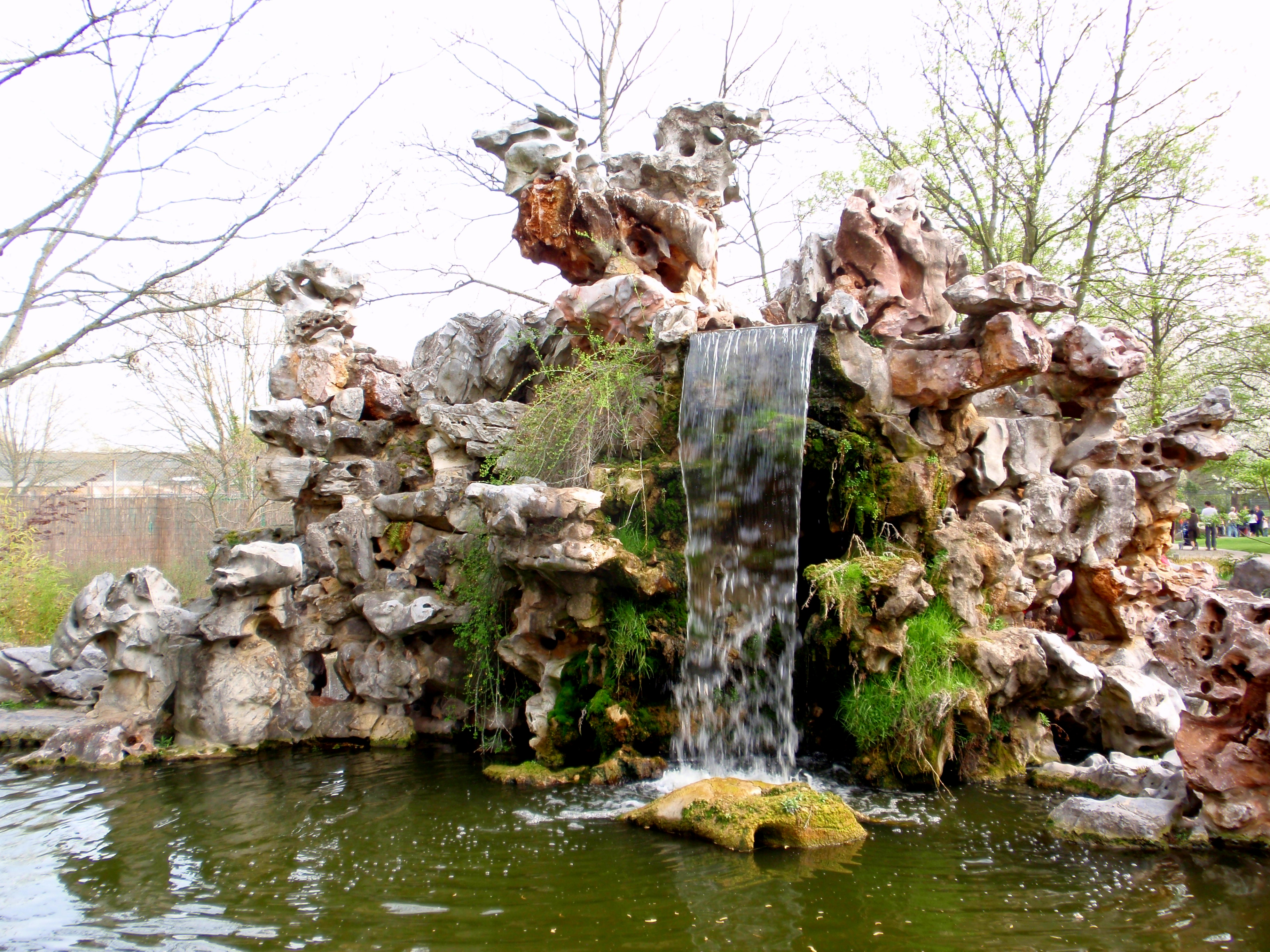
Wasserfall in der Miniaturlandschaft
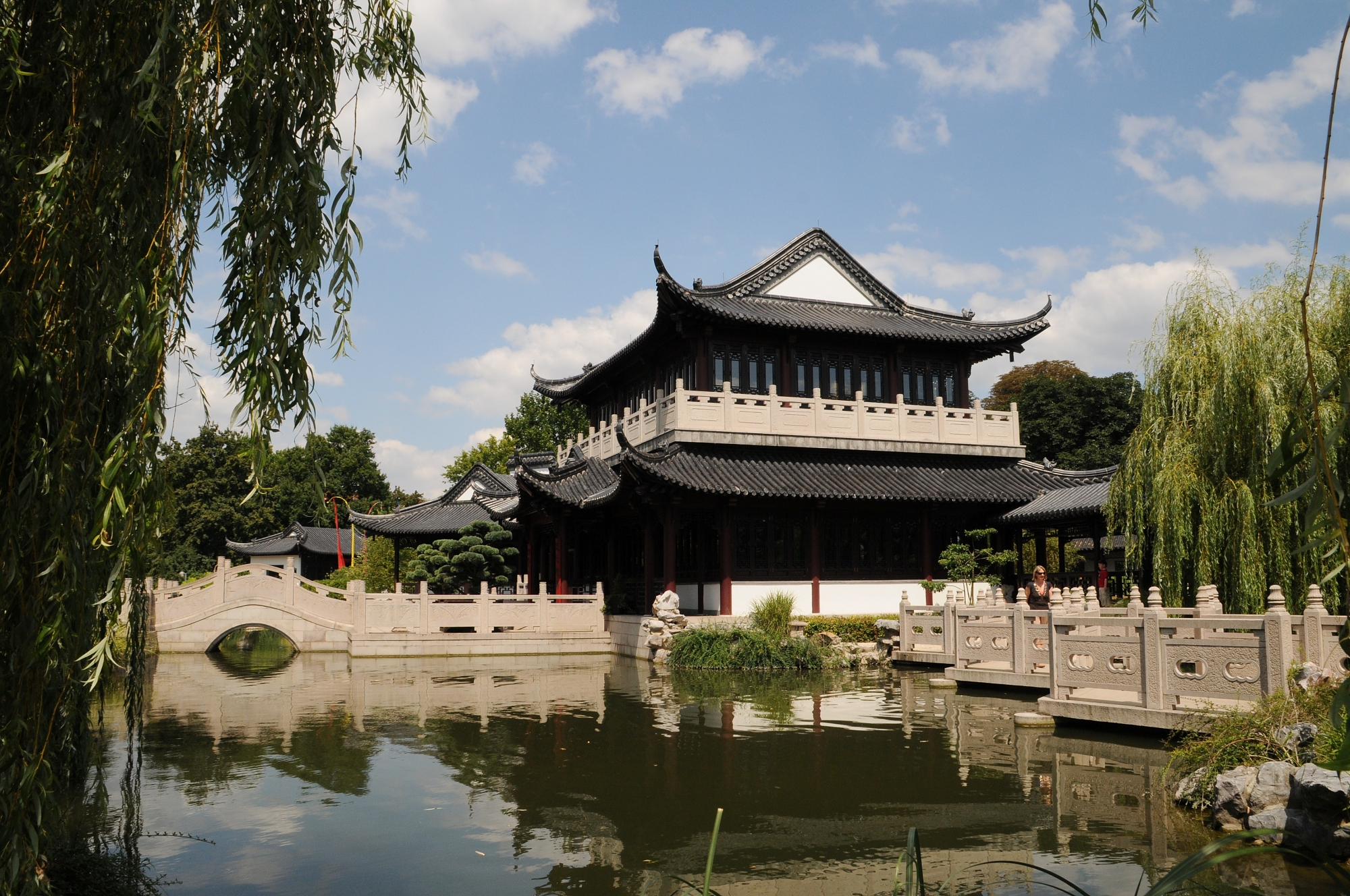
Teehaus
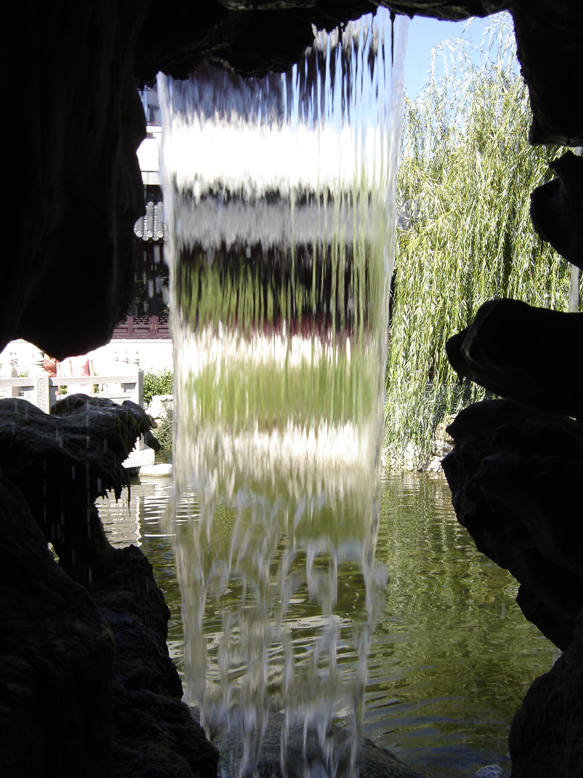
Wasserfall
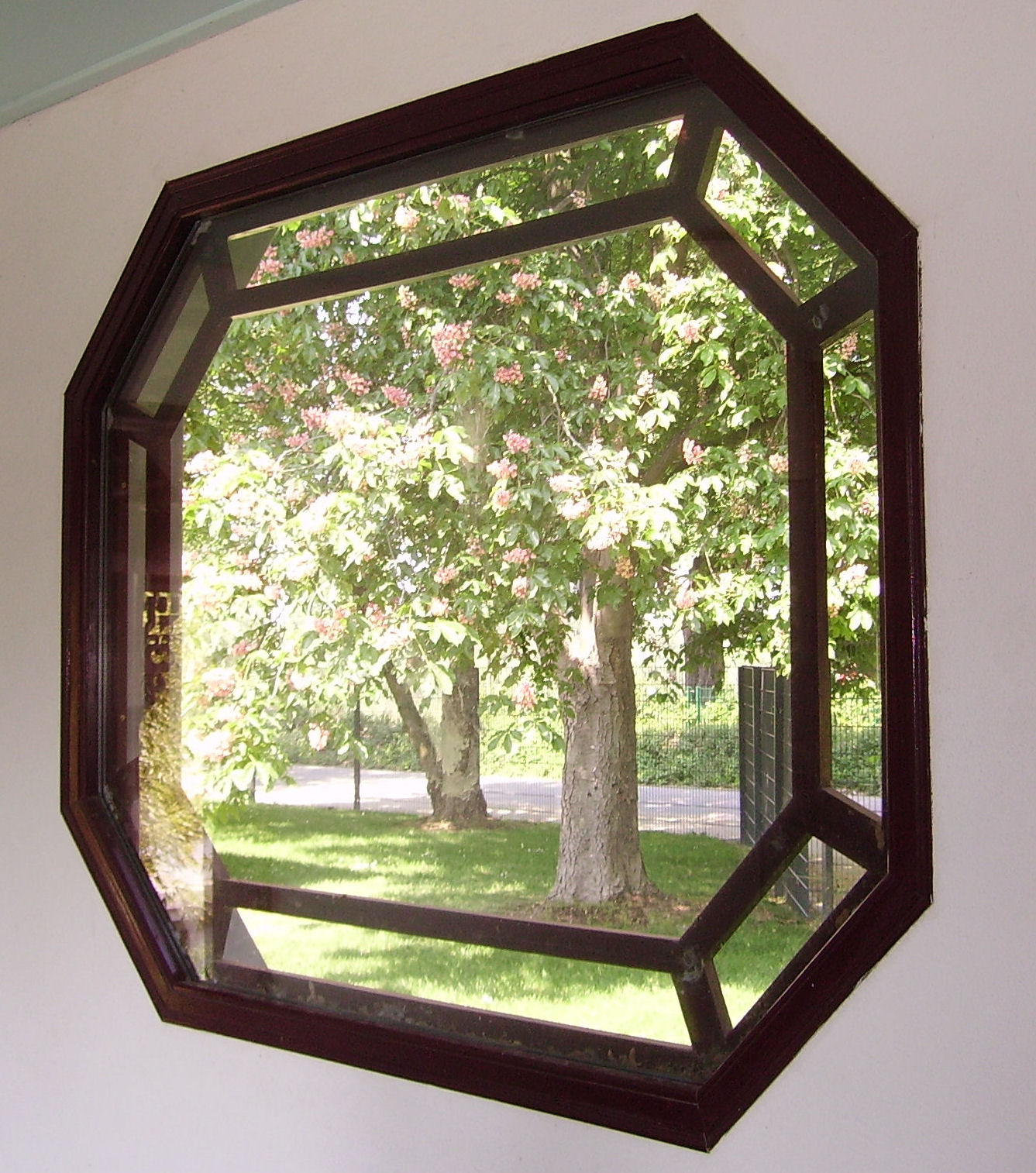
Fenster im Wandelgang
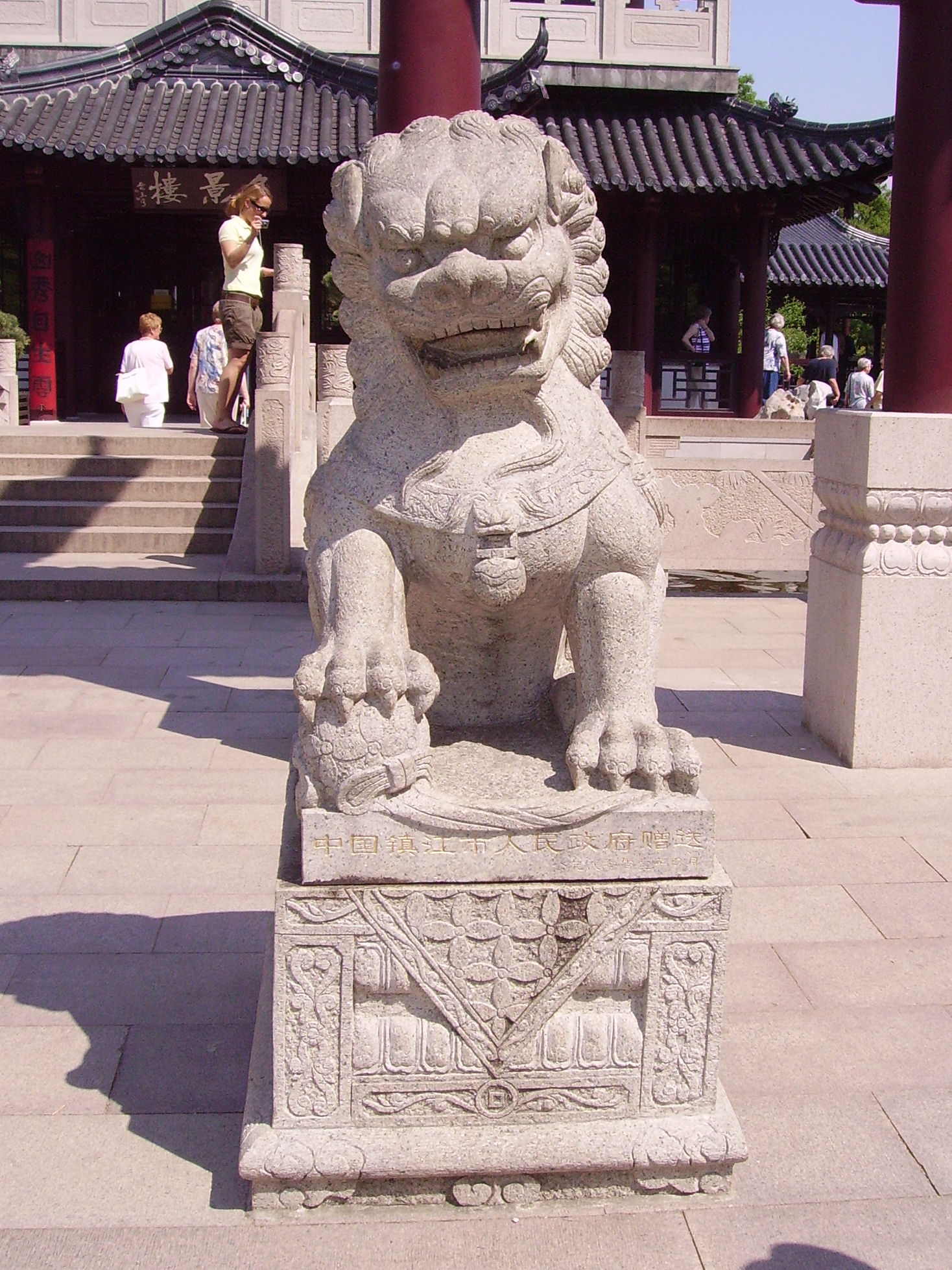
Steinlöwe am Eingang